# Partito Repubblicano (Tunisia)
Il Partito Repubblicano (in arabo الحزب الجمهوري‎?, al-Ḥizb al-Jumhūrī; in francese: Parti républicain - PR) è un partito politico tunisino di orientamento liberale fondato nel 2012 in seguito alla fusione di tre distinti soggetti politici:
- il Partito Democratico Progressista, progressisti liberali);
- 'Āfāq Tūnus, liberal-conservatori;
- il Partito Repubblicano Tunisino, centrista.

Leader del partito è Maya Jribi, già segretaria del PDP.

## Risultati elettorali
| Elezione          | Voti   | % | Seggi   |
| ----------------- | ------ | - | ------- |
| Parlamentari 2014 | 56.223 |   | 1 / 217 |